# Guillaume Budé
Guillaume Budé (latinsko Guilielmus Budaeus), francoski renesančni humanist, filolog, pravnik in filozof, * 26. januar 1467, Pariz, Francija, † 23. avgust 1540, Pariz. 
Poleg humanista d'Étaplesa velja Budé za začetnika grškega jezikoslovnega študija v Franciji. Oba sta se izpopolnjevala pri bizantinskem humanistu Hieronimu iz Sparte, ki je bil prvi predavatelj grščine na pariški Sorboni. Njegovo najpomembnejše delo so »Digeste«, v katerem je dokazal, kako so se skozi stoletja popačila pravna besedila, kar je potem vplivalo na tolmačenje zakonov in njihovo uporabo v praksi. Pomemben je tudi njegov prispevek k numizmatiki (razprava o antičnih kovancih »De Asse et Partibus«)
Med sodobniki je užival velik ugled. Med drugimi si je dopisoval z Rabelaisom, Erazmom Rotterdamskim in Thomasom Morom. Francoski kralj Franc I. je na Budéjev in Bellayev predlog ustanovil Collège Royal, ki je bil izvorno namenjen raziskovanju in  poučevanju treh jezikov: grščine, latinščine in hebrejščine. Collège Royal velja za predhodnika sodobne Collège de France. Budé je dal kralju še pobudo za ustanovitev knijižnice v Fontainebleauju, ki je bila kasneje temelj za ustanovitev Bibliothèque Nationale.